# Rhotana fuscofasciata
Rhotana fuscofasciata är en insektsart som beskrevs av William Lucas Distant 1906. Rhotana fuscofasciata ingår i släktet Rhotana och familjen Derbidae. Inga underarter finns listade i Catalogue of Life.